# Schmales Haus von Eisenach

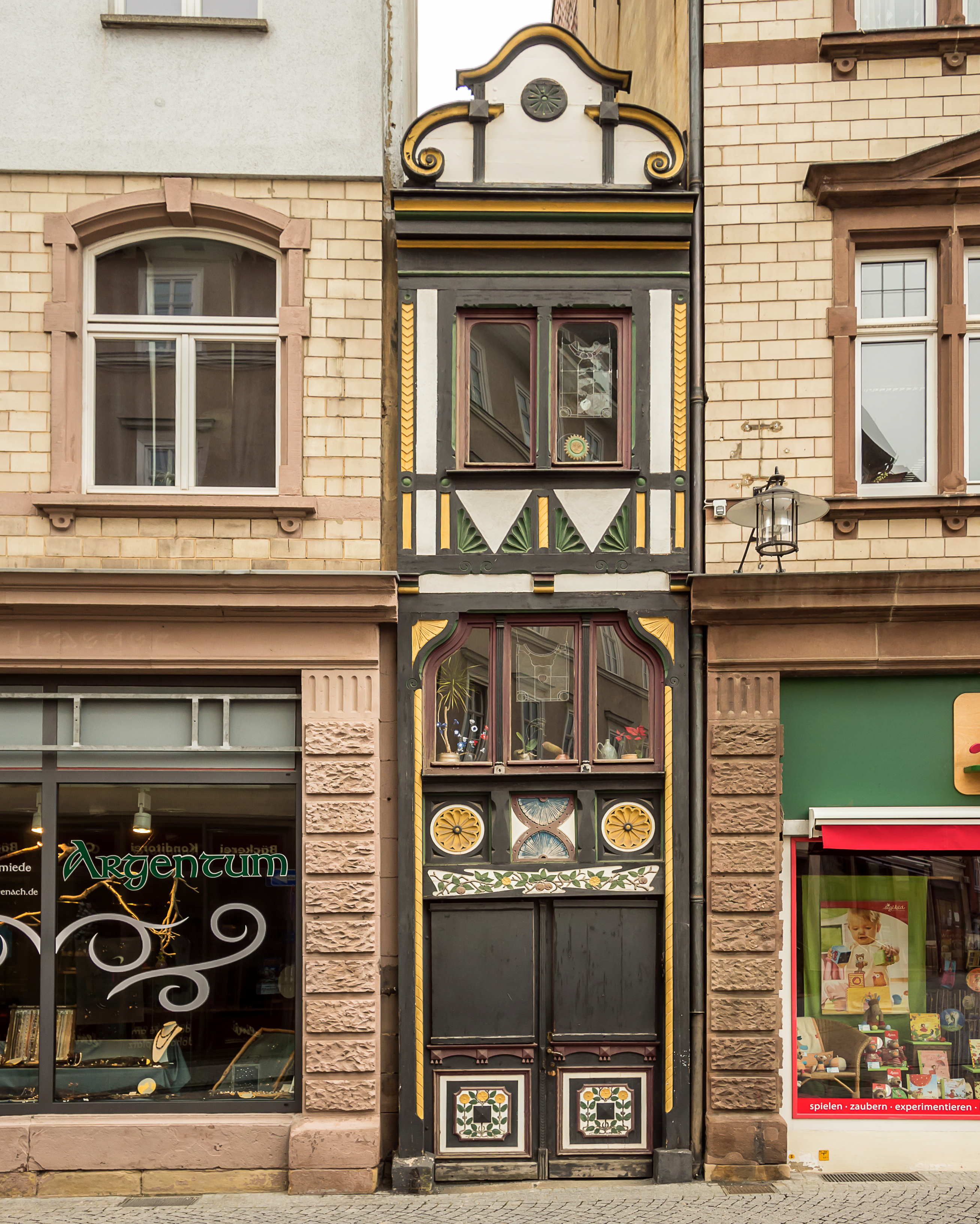
Schmales Haus am Johannisplatz

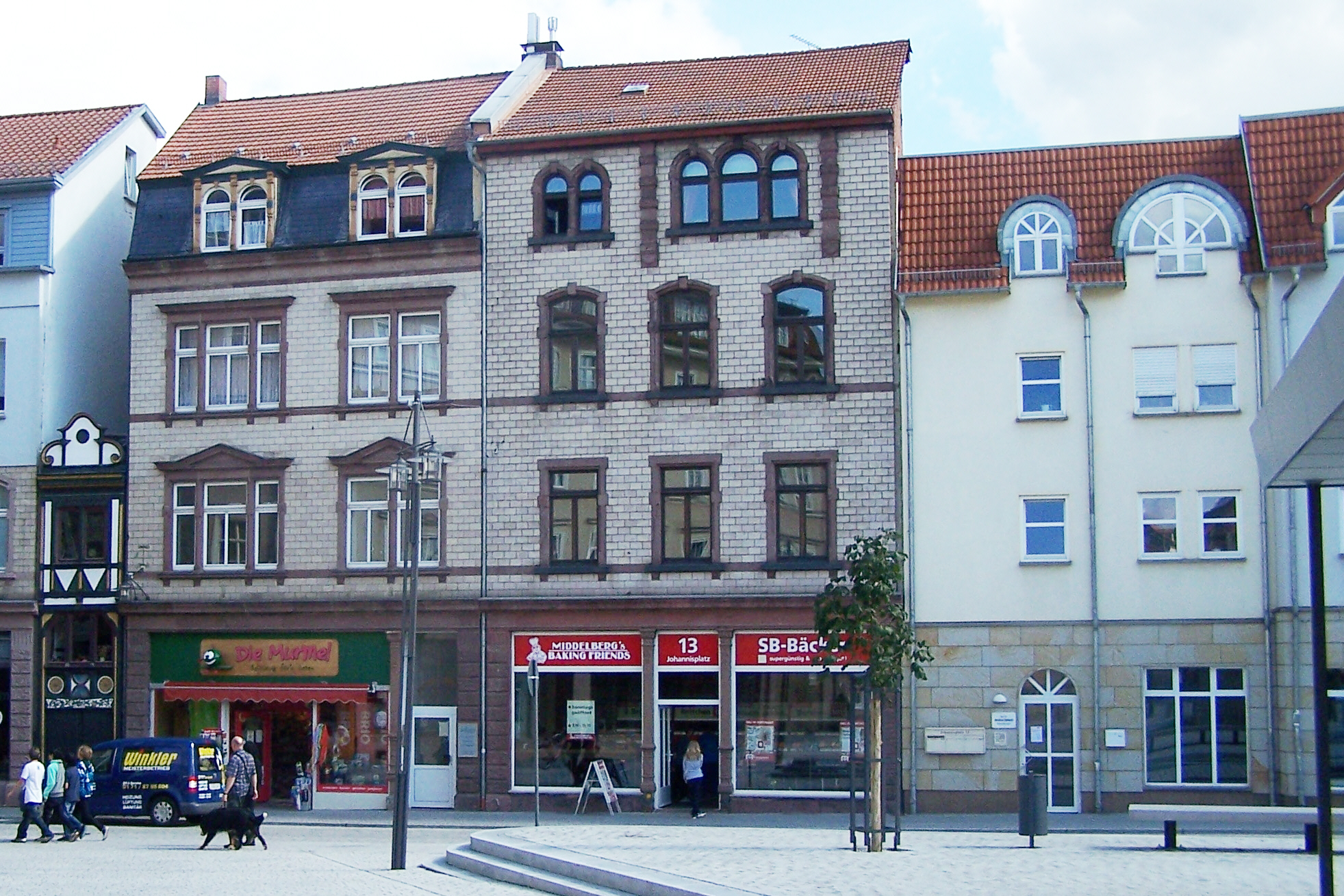
Das Schmale Haus von Eisenach (links) in der Ostseite des Johannisplatzes

Das als „Schmales Haus von Eisenach“ oder „Handtuch“ (Handtuchhaus) bezeichnete Fachwerkhaus am Johannisplatz 9 in Eisenach ist eines der schmalsten und kleinsten bewohnten Häuser Deutschlands.
Es hat eine Breite von nur 2,05 m und eine Grundfläche von 20 m². Eine Höhe von 8,50 m gewährt dem Gebäude immerhin zwei Etagen.
Das genaue Baujahr des schmalen Hauses ist unbekannt, aber das Alter wird auf etwa 250 Jahre geschätzt.

## Geschichte
Am 4. Dezember 1900 schreibt EISENACHER TAGESPOST: „Eine Sehenswürdigkeit der Stadt Eisenach wird in der Regel vom Schwarm der Touristen kaum beachtet. Die meisten begnügen sich damit, die Wartburg zu besuchen. Eisenach aber besitzt eines der kleinsten oder das kleinste Haus der zivilisierten Welt. ...Hohe stattliche Gebäude werden es bald einengen. Dann wird seine winzige Erscheinung mehr Beachtung finden, als dies bisher geschah.“ 

 In der Nr. 60 jener Zeitung vom 12. März 1903 steht folgendes über das Haus:
„Das Köhlersche Häuschen am Johannisplatz, das wegen seiner winzigen Dimensionen in vielen illustrierten Zeitungen Deutschlands verewigt worden ist, wird eine neue Fassade erhalten. Mit den erforderlichen Arbeiten ist heute begonnen worden.“
Bevor diese Sanierung jedoch anfangen konnte, musste der damalige Besitzer Wilhelm Köhler, Hoteldiener und Portier, um sein Häuschen kämpfen. Der Stadtrat hatte das Gebäude nämlich abreißen wollen, weil es dem Bau neuer größerer Häuser im Weg stand. Da der Eigentümer aber vehement dagegen vorging, konnte der Erhalt des Schmalen Hauses durch Hilfe des Großherzoglichen Bezirksdirektors und des Großherzoglichen Staatsministeriums in Weimar gesichert werden. Der Hofzimmermeister Gustav Voigt hatte die Erneuerung der Fassade nach dem Jugendstil der Gründerjahre unterstützt, und so können Touristen noch heute die kunstvolle Front des Hauses betrachten.
Lange Zeit nach der Sanierung von 1902 bis 1903 wurde der Eingangsbereich des Schmalen Hauses als Verkaufsstelle für Obst, Gemüse und Südfrüchte verwendet. Luise Fritsch, die Organisatorin des Geschäfts, wurde um 1940 Besitzerin des gesamten Gebäudes.
Aufgrund eines neuen Anstrichs der Fassade des Schmalen Hauses wurde es ab 1941 das schmale „Handtuch“ genannt. Dieser Begriff entstammt einem Brief des Baupolizeiamtes in Eisenach bezüglich der Renovierung.
Den vorerst letzten Besitzerwechsel hatte das Schmale Haus im Jahre 1974. Klaus Trippstein baute das dem Verfall und Abriss drohende Fachwerkhaus Schritt für Schritt mit Freunden und Bekannten wieder auf und führte 1983 und 2000 eine Komplettrestaurierung der Hausfassade durch. Nach dem Tod des einstigen Eigentümers und Bewohners des „Schmalen Hauses“, Klaus Trippstein, am 8. August 2017, bot sein Sohn das Haus der Stadt Eisenach an. Es soll im Sinne von „Trippus“ (so sein liebevoller Spitzname in Eisenach) erhalten bleiben.
Das „Schmale Haus“ gilt als das schmalste bewohnte Fachwerkhaus Deutschlands und ist in Eisenach ein Besuchermagnet. Um es dauerhaft zu erhalten, wurde das Gebäude, auf Anregung der Oberbürgermeisterin, Katja Wolf und des Stiftungsratsvorsitzenden der Denkmalstiftung Eisenach (bisher: Wandelhalle Eisenach-Stiftung), Peter Bock, am 21. August 2020 von der Denkmal-Stiftung Eisenach (Treuhandstiftung der Deutschen Stiftung Denkmalschutz) erworben. Die Denkmal-Stiftung Eisenach wird nun, neben der Wandelhalle Eisenach, auch das Schmale Haus erhalten und im Sinne von Klaus Trippstein der Öffentlichkeit zugänglich machen. Das Inventar – Bilder, Kleinplastiken, Keramik und historischen Einrichtungsgegenstände – bleibt im Gebäude. Die Stadt Eisenach übernimmt die Verwaltung. Über die Gästeführer der Stadt Eisenach wird auch weiterhin ein Besuch des Kleinodes möglich sein. Im Inneren befindet sich seit 1991 eine kleine Galerie mit Bildern, Keramikexponaten, Plastiken sowie historischer Möblierung.